# Mormopterus doriae
Mormopterus doriae је сисар из реда слепих мишева. 

## Угроженост
Подаци о распрострањености ове врсте су недовољни.

## Распрострањење
Индонезија је једино познато природно станиште врсте.

## Популациони тренд
Популациони тренд је за ову врсту непознат.

## Станиште
Врста Mormopterus doriae има станиште на копну.